# Hockey su prato ai XVIII Giochi panamericani
L'hockey su prato ai XVIII Giochi panamericani si è svolto dal 30 luglio al 10 agosto 2019 a Lima, in Perù. Sia al torneo maschile che a quello femminile hanno partecipato otto squadre. Le vincenti del torneo maschile e del torneo femminile si qualificano automaticamente ai Giochi della XXXII Olimpiade di Tokyo del 2020.

## Podio
| Evento                   | Oro       | Argento | Bronzo      |
| Hockey su prato - uomini | Argentina | Canada  | Stati Uniti |
| Hockey su prato - donne  | Argentina | Canada  | Stati Uniti |

## Formato dei tornei
Nel primo turno le otto partecipanti di ciascun torneo (maschile e femminile) sono divise in due gironi da quattro squadre ciascuno. Nessuna squadra viene eliminata in questa fase, che serve solo per definire gli abbinamenti per la successiva fase a eliminazione diretta.

## Torneo maschile

### Girone A

#### Classifica
| Squadra           | P | G | V | N | S | GF | GS | DR  |
| ----------------- | - | - | - | - | - | -- | -- | --- |
| Argentina         | 9 | 3 | 3 | 0 | 0 | 20 | 1  | +19 |
| Cile              | 6 | 3 | 2 | 0 | 1 | 7  | 2  | -5  |
| Cuba              | 3 | 3 | 1 | 0 | 2 | 3  | 15 | -12 |
| Trinidad e Tobago | 0 | 3 | 0 | 0 | 3 | 2  | 11 | -9  |

#### Risultati
| Data      | Partita           | Partita | Partita           |
| --------- | ----------------- | ------- | ----------------- |
| 30 luglio | Argentina         | 5-1     | Cile              |
| 30 luglio | Cuba              | 3-2     | Trinidad e Tobago |
| 1 agosto  | Cile              | 4-0     | Cuba              |
| 1 agosto  | Argentina         | 6-0     | Trinidad e Tobago |
| 3 agosto  | Trinidad e Tobago | 0-2     | Cile              |
| 3 agosto  | Argentina         | 9-0     | Cuba              |

### Girone B

#### Classifica
| Squadra     | P | G | V | N | S | GF | GS | DR  |
| ----------- | - | - | - | - | - | -- | -- | --- |
| Canada      | 9 | 3 | 3 | 0 | 0 | 23 | 2  | +21 |
| Stati Uniti | 6 | 3 | 2 | 0 | 1 | 21 | 5  | +16 |
| Messico     | 3 | 3 | 1 | 0 | 2 | 10 | 12 | -2  |
| Perù        | 0 | 3 | 0 | 0 | 3 | 3  | 38 | -22 |

#### Risultati
| Data      | Partita     | Partita | Partita     |
| --------- | ----------- | ------- | ----------- |
| 30 luglio | Canada      | 5-1     | Messico     |
| 30 luglio | Stati Uniti | 16-0    | Perù        |
| 1 agosto  | Messico     | 8-2     | Perù        |
| 1 agosto  | Canada      | 4-0     | Stati Uniti |
| 3 agosto  | Messico     | 1-5     | Stati Uniti |
| 3 agosto  | Canada      | 14-1    | Perù        |

### Fase finale

#### Finali 1º e 3º posto
|  | Quarti di finale  | Quarti di finale |           |      | Semifinali                | Semifinali                |  |  | Finale    | Finale |
|  |                   |                  |           |      |                           |                           |  |  |           |        |
|  | 5 agosto          |                  |           |      |                           |                           |  |  |           |        |
|  |                   |                  |           |      |                           |                           |  |  |           |        |
|  | Argentina         | 14               |           |      |                           |                           |  |  |           |        |
|  | Argentina         | 14               | 8 agosto  |      |                           |                           |  |  |           |        |
|  | Perù              | 1                |           |      |                           |                           |  |  |           |        |
|  | Perù              | 1                | Argentina | 5    |                           |                           |  |  |           |        |
|  | 5 agosto          |                  | Argentina | 5    |                           |                           |  |  |           |        |
|  |                   | Stati Uniti      | 0         |      |                           |                           |  |  |           |        |
|  | Cuba              | Stati Uniti      | 0         | 1    |                           |                           |  |  |           |        |
|  | Cuba              |                  | 10 agosto | 1    |                           |                           |  |  |           |        |
|  | Stati Uniti       | 5                |           |      |                           |                           |  |  |           |        |
|  | Stati Uniti       | 5                | Argentina | 5    |                           |                           |  |  |           |        |
|  | 5 agosto          |                  | Argentina | 5    |                           |                           |  |  |           |        |
|  |                   | Canada           | 2         |      |                           |                           |  |  |           |        |
|  | Cile              | Canada           | 2         | 2    |                           |                           |  |  |           |        |
|  | Cile              | 8 agosto         |           | 2    |                           |                           |  |  |           |        |
|  | Messico           | 0                |           |      |                           |                           |  |  |           |        |
|  | Messico           | 0                | Cile      | 2    | Finale per il terzo posto | Finale per il terzo posto |  |  |           |        |
|  | 5 agosto          |                  | Cile      | 2    | Finale per il terzo posto | Finale per il terzo posto |  |  |           |        |
|  |                   | Canada           | 3         |      |                           |                           |  |  |           |        |
|  | Trinidad e Tobago | Canada           | 3         | 1    | Stati Uniti               | 2                         |  |  |           |        |
|  | Trinidad e Tobago |                  |           | 1    | Stati Uniti               | 2                         |  |  |           |        |
|  | Canada            | 5                |           | Cile | 1                         |                           |  |  |           |        |
|  | Canada            | 5                |           |      | 1                         |                           |  |  |           |        |
|  |                   |                  |           |      |                           |                           |  |  | 10 agosto |        |
|  |                   |                  |           |      |                           |                           |  |  |           |        |

#### Finali 5º e 7º posto
|  | Semifinali        | Semifinali        | Semifinali        |                   |      | Finale 5º/6º posto | Finale 5º/6º posto | Finale 5º/6º posto |  |
|  |                   |                   |                   |                   |      |                    |                    |                    |  |
|  | Perù              | Perù              | 0                 |                   |      |                    |                    |                    |  |
|  | Perù              | Perù              | 0                 |                   |      |                    |                    |                    |  |
|  | Cuba              | Cuba              | 7                 |                   |      |                    |                    |                    |  |
|  | Cuba              | Cuba              | 7                 |                   | Cuba | Cuba               | 1                  |                    |  |
|  |                   |                   |                   |                   | Cuba | Cuba               | 1                  |                    |  |
|  |                   |                   | Trinidad e Tobago | Trinidad e Tobago | 2    |                    |                    |                    |  |
|  | Messico           | Messico           | Trinidad e Tobago | Trinidad e Tobago | 2    | 0                  |                    |                    |  |
|  | Messico           | Messico           |                   |                   |      | 0                  |                    |                    |  |
|  | Trinidad e Tobago | Trinidad e Tobago | 3                 |                   |      | Finale 7º/8º posto | Finale 7º/8º posto | Finale 7º/8º posto |  |
|  | Trinidad e Tobago | Trinidad e Tobago | 3                 |                   |      |                    |                    |                    |  |
|  |                   |                   |                   |                   |      |                    |                    |                    |  |
|  |                   |                   |                   |                   |      | Perù               | Perù               | 0                  |  |
|  |                   |                   |                   |                   |      | Perù               | Perù               | 0                  |  |
|  |                   |                   |                   |                   |      | Messico            | Messico            | 6                  |  |

## Classifica finale
| Classifica | Squadre           |
| ---------- | ----------------- |
|            | Argentina         |
|            | Canada            |
|            | Stati Uniti       |
| 4          | Cile              |
| 5          | Trinidad e Tobago |
| 6          | Cuba              |
| 7          | Messico           |
| 8          | Perù              |

## Torneo femminile

### Girone A

#### Classifica
| Squadra   | P | G | V | N | S | GF | GS | DR  |
| --------- | - | - | - | - | - | -- | -- | --- |
| Argentina | 9 | 3 | 3 | 0 | 0 | 18 | 1  | +17 |
| Canada    | 6 | 3 | 2 | 0 | 1 | 15 | 3  | +12 |
| Uruguay   | 3 | 3 | 1 | 0 | 2 | 8  | 9  | -1  |
| Cuba      | 0 | 3 | 0 | 0 | 3 | 2  | 31 | -29 |

#### Risultati
| Data      | Partita   | Partita | Partita |
| --------- | --------- | ------- | ------- |
| 29 luglio | Argentina | 2-0     | Uruguay |
| 29 luglio | Cuba      | 0-10    | Canada  |
| 31 luglio | Uruguay   | 8-1     | Cuba    |
| 31 luglio | Argentina | 0-3     | Canada  |
| 2 agosto  | Canada    | 5-0     | Uruguay |
| 2 agosto  | Argentina | 13-1    | Cuba    |

### Girone B

#### Classifica
| Squadra     | P | G | V | N | S | GF | GS | DR  |
| ----------- | - | - | - | - | - | -- | -- | --- |
| Stati Uniti | 9 | 3 | 3 | 0 | 0 | 17 | 2  | +15 |
| Cile        | 6 | 3 | 2 | 0 | 1 | 17 | 4  | +13 |
| Messico     | 3 | 3 | 1 | 0 | 2 | 4  | 7  | -3  |
| Perù        | 0 | 3 | 0 | 0 | 3 | 0  | 25 | -25 |

#### Risultati
| Data      | Partita     | Partita | Partita     |
| --------- | ----------- | ------- | ----------- |
| 29 luglio | Stati Uniti | 5-0     | Messico     |
| 29 luglio | Cile        | 13-0    | Perù        |
| 31 luglio | Messico     | 4-0     | Perù        |
| 31 luglio | Cile        | 2-4     | Stati Uniti |
| 2 agosto  | Stati Uniti | 8-0     | Perù        |
| 2 agosto  | Cile        | 2-0     | Messico     |

### Fase finale

#### Finali 1º e 3º posto
|  | Quarti di finale | Quarti di finale |           |             | Semifinali                | Semifinali                |  |  | Finale   | Finale |
|  |                  |                  |           |             |                           |                           |  |  |          |        |
|  | 4 agosto         |                  |           |             |                           |                           |  |  |          |        |
|  |                  |                  |           |             |                           |                           |  |  |          |        |
|  | Argentina        | 21               |           |             |                           |                           |  |  |          |        |
|  | Argentina        | 21               | 6 agosto  |             |                           |                           |  |  |          |        |
|  | Perù             | 0                |           |             |                           |                           |  |  |          |        |
|  | Perù             | 0                | Argentina | 3           |                           |                           |  |  |          |        |
|  | 4 agosto         |                  | Argentina | 3           |                           |                           |  |  |          |        |
|  |                  | Cile             | 1         |             |                           |                           |  |  |          |        |
|  | Uruguay          | Cile             | 1         | 0           |                           |                           |  |  |          |        |
|  | Uruguay          |                  | 9 agosto  | 0           |                           |                           |  |  |          |        |
|  | Cile             | 5                |           |             |                           |                           |  |  |          |        |
|  | Cile             | 5                | Argentina | 5           |                           |                           |  |  |          |        |
|  | 4 agosto         |                  | Argentina | 5           |                           |                           |  |  |          |        |
|  |                  | Canada           | 1         |             |                           |                           |  |  |          |        |
|  | Canada           | Canada           | 1         | 9           |                           |                           |  |  |          |        |
|  | Canada           | 6 agosto         |           | 9           |                           |                           |  |  |          |        |
|  | Messico          | 0                |           |             |                           |                           |  |  |          |        |
|  | Messico          | 0                | Canada    | 2           | Finale per il terzo posto | Finale per il terzo posto |  |  |          |        |
|  | 4 agosto         |                  | Canada    | 2           | Finale per il terzo posto | Finale per il terzo posto |  |  |          |        |
|  |                  | Stati Uniti      | 0         |             |                           |                           |  |  |          |        |
|  | Cuba             | Stati Uniti      | 0         | 0           | Cile                      | 1                         |  |  |          |        |
|  | Cuba             |                  |           | 0           | Cile                      | 1                         |  |  |          |        |
|  | Stati Uniti      | 9                |           | Stati Uniti | 5                         |                           |  |  |          |        |
|  | Stati Uniti      | 9                |           |             | 5                         |                           |  |  |          |        |
|  |                  |                  |           |             |                           |                           |  |  | 9 agosto |        |
|  |                  |                  |           |             |                           |                           |  |  |          |        |

#### Finali 5º e 7º posto
|  | Semifinali | Semifinali | Semifinali |         |         | Finale 5º/6º posto | Finale 5º/6º posto | Finale 5º/6º posto |  |
|  |            |            |            |         |         |                    |                    |                    |  |
|  | Perù       | Perù       | 0          |         |         |                    |                    |                    |  |
|  | Perù       | Perù       | 0          |         |         |                    |                    |                    |  |
|  | Uruguay    | Uruguay    | 14         |         |         |                    |                    |                    |  |
|  | Uruguay    | Uruguay    | 14         |         | Uruguay | Uruguay            | 4                  |                    |  |
|  |            |            |            |         | Uruguay | Uruguay            | 4                  |                    |  |
|  |            |            | Messico    | Messico | 0       |                    |                    |                    |  |
|  | Cuba       | Cuba       | Messico    | Messico | 0       | 0                  |                    |                    |  |
|  | Cuba       | Cuba       |            |         |         | 0                  |                    |                    |  |
|  | Messico    | Messico    | 1          |         |         | Finale 7º/8º posto | Finale 7º/8º posto | Finale 7º/8º posto |  |
|  | Messico    | Messico    | 1          |         |         |                    |                    |                    |  |
|  |            |            |            |         |         |                    |                    |                    |  |
|  |            |            |            |         |         | Perù               | Perù               | 3                  |  |
|  |            |            |            |         |         | Perù               | Perù               | 3                  |  |
|  |            |            |            |         |         | Cuba               | Cuba               | 2                  |  |

## Classifica finale
| Classifica | Squadre     |
| ---------- | ----------- |
|            | Argentina   |
|            | Canada      |
|            | Stati Uniti |
| 4          | Cile        |
| 5          | Uruguay     |
| 6          | Messico     |
| 7          | Perù        |
| 8          | Cuba        |